# Angélique Duchemin
Angélique Duchemin (Thuir, 26 juni 1991 – Perpignan, 29 augustus 2017) was een Frans boksster.

## Levensloop
Ze was tweemaal Frans kampioene. In december 2015 werd ze Europees kampioene superlichtgewicht en in mei 2017 werd ze wereldkampioene bij de vedergewichten.
Ze overleed in een ziekenhuis te Perpignan ten gevolge van een longembolie, nadat ze tijdens een training in elkaar was gestuikt.